# Robert Ftorek
Temple de la renommée américain : 1991
Robert Brian Ftorek, dit Robbie Ftorek, (né le 2 janvier 1952 à Needham dans l'État américain du Massachusetts) est un ancien joueur professionnel et entraineur de hockey sur glace. Il est membre du temple de la renommée du hockey américain.

## Carrière de joueur
Membre de l'Équipe des États-Unis de hockey sur glace lors des Jeux olympiques d'hiver de 1972, il fut engagé par les Red Wings de Détroit. Durant les deux saisons qu'il passa au sein de la franchise, il joua peu en Ligue nationale de hockey (15 matchs) et passa l'essentiel de son temps avec le club-école des Red Wings, les Wings de la Virginie en Ligue américaine de hockey.
En 1974, il décida de s'engager dans l'Association mondiale de hockey et signa avec les Roadrunners de Phoenix. Il y passa trois saisons et signa avec les Stingers de Cincinnati quand l'équipe de Phoenix cessa ses activités. Quand, deux ans plus tard, l'AMH fut dissoute, il fut engagé par les Nordiques de Québec et retourna jouer en LNH. Échangé en 1981 aux Rangers de New York, il y termina sa carrière en 1985, jouant un dernier match en LAH lors de la saison 1985-1986.
Avec 523 points, il reste le 6e marqueur de l'histoire de l'AMH, étant également placé aux 9e rang de l'histoire des buteurs et des passeurs avec 216 buts et 307 aides.
En 2020, il est admis au Temple de la renommée de la Ligue américaine de hockey.

## Statistiques
| Saison     | Équipe                  | Ligue      |     | Saison régulière | Saison régulière | Saison régulière | Saison régulière | Saison régulière |   | Séries éliminatoires | Séries éliminatoires | Séries éliminatoires | Séries éliminatoires | Séries éliminatoires |
| Saison     | Équipe                  | Ligue      | PJ  | B                | A                | Pts              | Pun              | PJ               | B | A                    | Pts                  | Pun                  |                      |                      |
| 1971-1972  | Équipe des États-Unis   | Int.       | 51  | 25               | 47               | 72               | 36               |                  |   |                      |                      |                      |                      |                      |
| 1972-1973  | Wings de la Virginie    | LAH        | 55  | 17               | 42               | 59               | 36               | 5                | 2 | 2                    | 4                    | 4                    |                      |                      |
| 1972-1973  | Red Wings de Détroit    | LNH        | 3   | 0                | 0                | 0                | 0                |                  |   |                      |                      |                      |                      |                      |
| 1973-1974  | Wings de la Virginie    | LAH        | 65  | 24               | 42               | 66               | 37               |                  |   |                      |                      |                      |                      |                      |
| 1973-1974  | Red Wings de Détroit    | LNH        | 12  | 2                | 5                | 7                | 4                |                  |   |                      |                      |                      |                      |                      |
| 1974-1975  | Oilers de Tulsa         | LCH        | 11  | 6                | 10               | 16               | 14               |                  |   |                      |                      |                      |                      |                      |
| 1974-1975  | Roadrunners de Phoenix  | AMH        | 53  | 31               | 37               | 68               | 29               | 5                | 2 | 5                    | 7                    | 2                    |                      |                      |
| 1975-1976  | Roadrunners de Phoenix  | AMH        | 80  | 41               | 72               | 113              | 109              | 5                | 1 | 3                    | 4                    | 2                    |                      |                      |
| 1976-1977  | Roadrunners de Phoenix  | AMH        | 80  | 46               | 71               | 117              | 86               |                  |   |                      |                      |                      |                      |                      |
| 1977-1978  | Stingers de Cincinnati  | AMH        | 80  | 59               | 50               | 109              | 54               |                  |   |                      |                      |                      |                      |                      |
| 1978-1979  | Stingers de Cincinnati  | AMH        | 80  | 39               | 77               | 116              | 87               | 3                | 3 | 2                    | 5                    | 6                    |                      |                      |
| 1979-1980  | Nordiques de Québec     | LNH        | 52  | 18               | 33               | 51               | 28               |                  |   |                      |                      |                      |                      |                      |
| 1980-1981  | Nordiques de Québec     | LNH        | 78  | 24               | 49               | 73               | 104              | 5                | 1 | 2                    | 3                    | 17                   |                      |                      |
| 1981-1982  | Nordiques de Québec     | LNH        | 19  | 1                | 8                | 9                | 4                |                  |   |                      |                      |                      |                      |                      |
| 1981-1982  | Rangers de New York     | LNH        | 30  | 8                | 24               | 32               | 24               | 10               | 7 | 4                    | 11                   | 11                   |                      |                      |
| 1982-1983  | Rangers de New York     | LNH        | 61  | 12               | 19               | 31               | 41               | 4                | 1 | 0                    | 1                    | 0                    |                      |                      |
| 1983-1984  | Oilers de Tulsa         | LCH        | 25  | 11               | 11               | 22               | 10               | 9                | 4 | 5                    | 9                    | 2                    |                      |                      |
| 1983-1984  | Rangers de New York     | LNH        | 31  | 3                | 2                | 5                | 22               |                  |   |                      |                      |                      |                      |                      |
| 1984-1985  | Nighthawks de New Haven | LAH        | 17  | 9                | 7                | 16               | 30               |                  |   |                      |                      |                      |                      |                      |
| 1984-1985  | Rangers de New York     | LNH        | 48  | 9                | 10               | 19               | 35               |                  |   |                      |                      |                      |                      |                      |
| 1985-1986  | Nighthawks de New Haven | LAH        | 1   | 0                | 0                | 0                | 0                |                  |   |                      |                      |                      |                      |                      |
| Totaux AMH | Totaux AMH              | Totaux AMH | 373 | 216              | 307              | 523              | 365              | 13               | 6 | 10                   | 16                   | 10                   |                      |                      |
| Totaux LNH | Totaux LNH              | Totaux LNH | 334 | 77               | 150              | 227              | 262              | 19               | 9 | 6                    | 15                   | 28                   |                      |                      |

## Carrière d'entraîneur
Il commença sa carrière d'entraîneur avec les Nighthawks de New Haven en 1985. En 1987, il devint entraîneur des Kings de Los Angeles. Il fut ensuite entraîneur-adjoint pour les équipes des Nordiques de Québec puis des Devils du New Jersey en LNH.

En 1992, il fut nommé entraîneur-chef des Devils d'Utica, club-école de New Jersey en LAH. Lorsque la franchise devint les River Rats d'Albany, il resta à leur tête et les emmena vers la Coupe Calder en 1995, cette même saison où les Devils remportèrent leur première coupe Stanley. Il quitta les River Rats en 1996, après avoir remporté deux titres de meilleur entraîneur de la LAH consécutifs en 1995 et 1996, pour reprendre un poste d'entraîneur-adjoint au New Jersey.

Après deux saisons d'adjoint, il prit les rênes de l'équipe et passa deux saisons à leur tête. Mais, malgré une bonne saison qui vit plus tard les Devils soulever leur deuxième coupe Stanley, il fut évincé à neuf matchs de la fin de la saison régulière. Il rejoignit ensuite les Bruins de Boston mais fut à nouveau mis à la porte à quelques matchs de la fin de la saison régulière en 2003 alors que les Bruins étaient en route pour les séries éliminatoires. Il effectua ses trois dernières saisons d'entraîneur à nouveau pour les River Rats d'Albany de 2003 à 2006.